# 和宁路
和宁路，元朝管理蒙古高原的行政区划，管辖今蒙古国大部。本名和林，位於今蒙古國境內前杭爱省西北角，以西有哈剌和林河，以此为名。
1220年，成吉思汗定河北诸郡，建都在和林。开始设元昌路，后改转运和林使司，前后五朝（铁木真、窝阔台、贵由、蒙哥、忽必烈）在此定都。1235年，建和林城，作万安宫。1237年，修建在和林北七十余里的迦坚茶寒殿。1238年，在图苏胡迎驾殿建营，距离和林城三十余里。1260年，忽必烈迁都大兴府，和林置宣慰司都元帅府。后在金山之南分都元帅府，和林设宣慰司。1289年，诸王叛兵侵入和林，宣慰使怯伯等乘机叛去。1290年，设立和林等处都元帅府。大德十一年（1307年），立和林等处行中书省，以淇阳王月赤察儿为右丞相，太傅答剌罕为左丞相，罢和林宣慰司都元帅府，置和林总管府。至大二年（1309年），改行中书省为行尚书省。四年（1311年），罢尚书省，复为行中书省。皇庆元年（1312年），改岭北等处行中书省，改和林路总管府为和宁路总管府。
元世祖至元二十年（1283年），令西京宣慰司送一千头牛，到和林屯田。二十二年（1285年），并和林屯田入五条河。三十年（1293年），命戍和林四百汉军，留下百人，其他令屯耕杭海。元贞元年（1295年），在六卫汉军内拨一千人到青海屯田。北方立站帖里干、木怜、纳怜等一百一十九处。